# تراسي هويت
تراسي هويت هي ممثلة كندية، ولدت في 28 سبتمبر 1950 في تشاتام كينت في كندا.

## وصلات خارجية
- تراسي هويت على موقع IMDb (الإنجليزية)
- تراسي هويت على موقع قاعدة بيانات الفيلم (الإنجليزية)
- تراسي هويت على موقع ANN person (الإنجليزية)